# Theofiel Middelkamp
Theofiel "Theo" Middelkamp, né le 23 février 1914 à Nieuw-Namen et mort le 2 mai 2005, est un coureur cycliste néerlandais. 

## Biographie
Il est le deuxième d'une famille de neuf enfants. Il veut d'abord devenir footballeur, mais se rend compte bien vite qu'il peut gagner beaucoup plus d'argent en tant que coureur cycliste.
Il est le premier Néerlandais à gagner une étape dans le Tour de France. Il n'a alors jamais vu de montagne, ni jamais affronté une étape de montagne, et il roule sur un vélo ordinaire avec une seule vitesse. Le 14 juillet 1936, alors que c'est son premier Tour de France, il gagne la difficile étape alpine entre Aix-les-Bains et Grenoble avec entre autres le col du Galibier. Il termine le Tour de France à la 23e place du classement général. En 1937, il doit abandonner en raison d'une chute au cours de laquelle il se casse un doigt. En 1938, il remporte la septième étape (de Bayonne à Pau), et le Tour de France lui rapporte cinq mille francs français (2 800 € de 2022). C'est nettement moins que ce qu'il peut gagner dans les courses cyclistes de Flandre, aussi décide-t-il de ne plus participer au Tour de France mais de se spécialiser dans les épreuves des kermesses. « Je ne peux pas vivre de gloire et d'honneur », déclare-t-il dans une phrase célèbre.
Sa carrière de cycliste est interrompue par la Seconde Guerre mondiale, au cours de laquelle il gagne sa vie comme contrebandier; mais il se fait attraper et passe quelques mois à l'ombre. Après la guerre, il pratique le cyclisme à temps plein.
En 1946, un incident mécanique l'empêche de remporter la victoire au championnat du monde sur route. En 1947, à Reims, il réussit tout de même à devenir enfin le premier Néerlandais champion du monde. D'ailleurs, il a été trois fois sur le podium des championnats du monde en pas moins de 14 ans (1936-1947-1950) : un record. 
En 1951, il raccroche et achète alors un café à Kieldrecht. Le café est fermé en 2006 pour des problèmes de sécurité. Pour les Belges, c'était un Néerlandais, et pour les Néerlandais c'était un Belge. Il se met en colère car le gouvernement néerlandais refuse de lui donner une pension de retraite. Longtemps, il ferme sa porte aux journalistes, mais sur la chaîne de télévision Netwerk, il raconte en 2003 sa victoire au col du Galibier.
Il se marie deux fois. De son premier mariage, il a deux fils, avec lesquels il ne veut plus avoir de relations. Sa première femme meurt en 1961 et il perd aussi une fille. Le roi des courses de kermesse flamandes meurt à 91 ans.

## Palmarès

### Palmarès année par année
- 1934
  -  Champion des Pays-Bas indépendants
- 1935
  - Stadsprijs Geraardsbergen
- 1936
  - Grand Prix de la ville de Vilvorde
  - Grote Prijs Dr. Eugeen Roggeman
  - 7e étape du Tour de France
  -  Médaillé de bronze du championnat du monde sur route
- 1938
  -  Champion des Pays-Bas sur route
  - Grand Prix du 1er mai
  - 7e étape du Tour de France
- 1939
  - Grand Prix de la Flandre du Nord
- 1943
  -  Champion des Pays-Bas sur route
- 1944
  - Grote Prijs Dr. Eugeen Roggeman
  - 2e du Grand Prix Jules Lowie
  - 3e du championnat des Pays-Bas sur route
- 1945
  -  Champion des Pays-Bas sur route
  - Grand Prix de clôture
  - Grote Prijs Dr. Eugeen Roggeman
- 1946
  - 2e du Grand Prix du 1er mai
  - 2e du championnat des Pays-Bas sur route
- 1947
  -  Champion du monde sur route
  - Circuit des monts du sud-ouest
  - Circuit des Montagnes Flamandes
- 1948
  -  Champion des Pays-Bas de fond
  - Grand Prix de la ville de Vilvorde
  - Circuit de Flandre orientale
  - 3e du championnat des Pays-Bas sur route
  - 3e du Grand Prix de l'Escaut
- 1950
  -  Champion des Pays-Bas de fond
  -  Médaillé d'argent du championnat du monde sur route

### Résultats sur le Tour de France
3 participations
- 1936 : 23e, vainqueur de la 7e étape
- 1937 : abandon (5ec étape)
- 1938 : 42e, vainqueur de la 7e étape